# Ahmose-Sitkamose
Ahmose-Sitkamose là một công chúa, đồng thời là một vương hậu sống vào thời kỳ cuối Vương triều thứ 17 - đầu Vương triều thứ 18 trong lịch sử Ai Cập cổ đại.

## Thân thế
Ahmose-Sitkamose có lẽ là con gái của pharaon Kamose với vương hậu Ahhotep II. Tuy nhên, vì thân thế không chắc chắn của Kamose nên không thể biết được Sitkamose là cháu gọi Ahmose I là chú hay chị em họ với ông. Bản thân bà cũng là một người vợ thứ của Ahmose I.
Sitkamose nhận các danh hiệu của một công chúa và một vương hậu: "Con gái của Vua", "Chị em của Vua", "Vợ của Vua", dựa vào lớp băng quấn xác ướp của bà.

## Chôn cất
Xác ướp và quan tài của Ahmose-Sitkamose được phát hiện vào năm 1881 tại lăng mộ DB320 cùng với những thành viên trong hoàng gia của bà, hiện đang được lưu giữ tại Bảo tàng Ai Cập. Xác ướp của bà đã bị hư hỏng nặng nề, được Gaston Maspero mở băng quấn vào ngày 19 tháng 6 năm 1886. Grafton Elliot Smith, người mô tả xác ướp cho biết, Sitkamose là một người phụ nữ mạnh mẽ, có nhiều nét nam tính, mất tầm khoảng 30 tuổi vì tóc chưa bạc. Cỗ quan tài đặt xác ướp của Sitkamose thực chất là của một người đàn ông tên Pediamun.
Xác ướp của bà được quấn lại băng vào năm trị vì thứ 7 dưới thời pharaon Psusennes I.